# La Fayette (Alabama)
La Fayette és una ciutat del Comtat de Chambers a l'estat d'Alabama (Estats Units d'Amèrica).

## Demografia
Segons el cens del 2000, La Fayette tenia 3.234 habitants, 1.164 habitatges, i 778 famílies. La densitat de població era de 141,1 habitants/km².
Dels 1.164 habitatges en un 27% hi vivien nens de menys de 18 anys, en un 36,6% hi vivien parelles casades, en un 26,2% dones solteres, i en un 33,1% no eren unitats familiars. En el 31,9% dels habitatges hi vivien persones soles el 17,5% de les quals corresponia a persones de 65 anys o més que vivien soles. El nombre mitjà de persones vivint en cada habitatge era de 2,52 el nombre mitjà de persones que vivien en cada família era de 3,17.
Per edats la població es repartia de la següent manera: un 23,6% tenia menys de 18 anys, un 10,3% entre 18 i 24, un 25,6% entre 25 i 44, un 20,8% de 45 a 60 i un 19,7% 65 anys o més.
L'edat mediana era de 38 anys. Per cada 100 dones hi havia 86,7 homes. Per cada 100 dones de 18 o més anys hi havia 80,8 homes.
La renda mediana per habitatge era de 22.768 $ i la renda mediana per família de 29.167 $. Els homes tenien una renda mediana de 26.081 $ mentre que les dones 20.859 $. La renda per capita de la població era d'11.845 $. Aproximadament el 25,1% de les famílies i el 28,4% de la població estaven per davall del llindar de pobresa.

## Poblacions properes
El següent diagrama mostra les poblacions més properes.